# Namjilyn Bajarsajhan
Namjilyn Bajarsajhan (in mongolo: Намжилын Баярсайхан; 10 agosto 1965) è un ex pugile mongolo.

## Palmarès

### Olimpiadi
- 1 medaglia:
  - 1 bronzo (Barcellona 1992 nei pesi leggeri)